# لاري بايج
لورَنس إدوَرد بايج (بالإنجليزية: Lawrence Edward Page)‏ المعروف باسم لاري بايج (بالإنجليزية: Larry Page)‏، هو رجل أعمال أميركي. شارك في تأسيس محرك البحث وشركة جوجل مع سيرجي برين.

## نشأته
ولد لاري في 26 مارس 1973. أمه يهودية وقام جده لاحقًا بما يسمى «الصعود» أو عليا (مصطلح) (بالعبرية: עֲלִיָּה Aliyah) أي الهجرة إلى دولة إسرائيل ، برغم ذلك فإن لاري لا يتبع أي دين رسمي، حصلت أمه جلوريا بايج (بالإنجليزية: Gloria Page)‏ على ماجستير في علوم الحوسبة مدرسة برمجة الحواسيب في جامعة ولاية ميشيغان وأبوه فيكتور بيج (بالإنجليزية: Carl Victor Page)‏ كان أستاذ علوم الحوسبة والذكاء الاصطناعي في جامعة ولاية ميشيغان، وكان أحد أوائل الطلاب الذين نالوا شهادة دكتوراه الفلسفة في علوم الحوسبة من جامعة ميشيغان، أخوه الأكبر هو كارل فيكتور بايج الابن، كان قد شارك في تأسيس Groups google google التي ياهوو سنة 2011 بمبلغ 500 مليون دولار.
عُرف عن لاري في طفولته شغفه بكيفية عمل الأشياء، وحصل على أول حاسوب منزلي سنة 1978، والذي كلف الكثير من الأموال,

## تعليمه
تخرج لاري في جامعة ميشيغان بدرجة البكالوريوس في هندسة الحاسوب مع مرتبة الشرف، ثم نال درجة الماجستير في علم الحوسبة من جامعة ستانفورد. أثناء انتظامه في الجامعة، بنى لاري طابعة من مكعبات ليجو، وكان عضوا في فريق السيارة الشمسية، وكان رئيس جمعية «إيتا كابا نو» الشرفية للهندسة الكهربية والحوسبة...

## بحثه
في صيف 1995 تقدم لاري للالتحاق ببرنامج لدرجة الدكتوراه، حيث تعرف بسيرجي برين (بالإنجليزية: Sergey Brin)‏ الذي كان متطوعا لمرافقة الطلبة الذين يفكرون في الالتحاق في بالجامعة لتعريفهم بها وللإجابة على تساؤلاتهم.
أثناء تفكيره في موضوع لرسالته، شجعه مشرفه تيري وينوجراد (بالإنجليزية: Terry Winograd)‏ على انتقاء فكرة بحث الخواص الرياضياتية للوب التي يمثل هيكل الروابط فيها بيانا (Graph؟). ركز لاري على مشكلة إيجاد الصفحات التي تربط إلى صفحة معطاة، عادا عدد وطبيعة تلك الروابط معلومات هامة عن الصفحة (وكان في ذهنه تطبيق ذلك على الاقتباسات في الأدبيات الأكاديمية).
انضم إليه زميله في الجامعة وصديقه المقرب سيرجي في مشروعه البحثي المسمى (بالإنجليزية: BackRub)‏. لأجل تحويل بيانات الروابط التي يجمعها زاحف الوب BackRub إلى مقياس لأهمية صفحة معطاة، طور الاثنان خوارزمية (بالإنجليزية: PageRank)‏، ثم أدركا أنها يمكن أن تستخدم لبناء محرك بحث يتفوق كثيرا على ما كان موجودا منها في ذلك الوقت. في أغسطس 1996 وُضعت الإصدارة الأولية من جوجل على خواديم جامعة ستانفورد.

## عمله
في عام 1998 أسس لاري وسيرجي شركة جوجل، ولا يزال لاري إلى الآن في عُطلة عن إتمام رسالة الدكتوراه. أدار لاري وسيرجي الشركة سويا حتى عينا سنة 2001 إرِك شمِدت ليكون رئيس مجلس الإدارة والمدير التنفيذي للشركة.
طبقا لإصدارة 2007 من فوربس فإن القيمة الصافية لثروة لاري بايج كان قدرها 16.6 مليار دولار، واضعتَه هو وسيرجي برين في المرتبة 26 على قائمة فوربس لأغنى البشر. وفي سنة 2007 كذلك سمّته مجلة بي سي ورلد (بالإنجليزية: PC World)‏ على رأس قائمة أهم 50 شخصية في عالم الوب، ومعه برن وشميدت. يساهم لاري كذلك في شركة تسلا موتورز (بالإنجليزية: Tesla Motors)‏ التي تطور سيارات كهربية.

## وصلات خارجية
- لاري بايج على موقع الموسوعة البريطانية (الإنجليزية)
- لاري بايج على موقع مونزينجر (الألمانية)
- لاري بايج على موقع إن إن دي بي (الإنجليزية)
- الورقة العلمية التي قدم فيها برن وبايج النموذج الأولي لمحرك البحث جوجل بناء على خوارزمية PageRank (بالإنجليزية)
- بيانات لاري الشخصية في صفحة مديري شركة جوجل (بالإنجليزية)

لم يتم العثور على روابط لمواقع التواصل الاجتماعي.